# Viviana Márton
Viviana Márton, född 16 februari 2006, är en ungersk taekwondoutövare. Hennes tvillingsyster, Luana Márton, är också en taekwondoutövare.

## Karriär
Vid olympiska sommarspelen 2024 i Paris tog Márton guld i 67 kg-klassen efter att ha besegrat serbiska Aleksandra Perišić i finalen.